# Jozef Camerlynck
Jozef Camerlynck (Passendale, 8 maart 1904 - Roeselare, 18 mei 1976) was een Belgische bankier en filantroop. Hij was de spilfiguur bij de uitbouw van de Bank van Roeselare van een kleine plaatselijke bank tot een financiële instelling die zich, in de provincie West-Vlaanderen kon meten met de grootbanken. Daarnaast was hij, samen met zijn echtgenote, de drijvende kracht achter de Stichting Onze Kinderen. 

## Bank van Roeselare
Jozef Camerlynck was de zoon van een notaris uit Passendale. Door de Eerste Wereldoorlog en door het onverwachte overlijden van zijn vader kreeg hij niet de kans om hogere studies aan te vatten, maar ging na zijn middelbare studies werken bij de toenmalige Bank voor Handel en Nijverheid, waar hij snel carrière maakte.
Eind 1924 was in Roeselare de Middenstandsbank opgericht, met een bescheiden kapitaal en slechts enkele personeelsleden. Na enkele jaren achtten de oprichters het nodig de bank een professionele leiding te geven en daarvoor werd Jozef Camerlynck in dienst genomen. Hij bouwde deze kleine plaatselijke bank uit tot een belangrijke regionale bank, onder de benaming Bank van Roeselare en vanaf 1955 Bank van Roeselare en van West-Vlaanderen.
Hij was de broer van Arthur Camerlynck en neef van Achilles Camerlynck. Beiden waren erekanunnik van het Sint-Salvatorskapittel te Brugge.

## Stichting Onze Kinderen
Op 23 mei 1945 werd de vzw Onze Kinderen, Stichting J. Camerlynck - S. Vanneste opgericht. Oprichters waren, naast vijf geestelijken en twee Roeselaarse zakenlieden, het kinderloze echtpaar Jozef Camerlynck en Simonne Vanneste (31 maart 1908 - 24 mei 1997). Doel van de vereniging was hulp verlenen aan kinderen in probleemsituaties.
In 1947 ontfermde de vzw zich over een weeshuis in Rumbeke, opgericht door de adellijke juffrouw Ida Iweins, dat in financiële moeilijkheden verkeerde. Het echtpaar Camerlynck-Vanneste zou in de volgende decennia aanzienlijke middelen en vrije tijd besteden aan het bouwen van tehuizen en scholen die in de lijn lagen van de doelstellingen van de vzw. Mevrouw Camerlynck was zelf voortdurend actief in de instelling. Onze Kinderen legde zich toe op de opvang van wezen en kinderen in moeilijke gezinssitutaties. De vzw Onze Kinderen is nog steeds in deze sector actief in de regio Roeselare-Izegem-Tielt, onder de benamingen De Stapsteen, De Komma en Dagcentrum De Tuba. In de beheerraad zetelen nog leden van de familie Camerlynck.

## Mecenaat
Ook andere initiatieven in de religieuze, culturele en welzijnssector konden op de steun van Jozef Camerlynck en Simonne Vanneste rekenen, waarbij hij het privé-initiatief kon doen samengaan met de sponsoring of het mecenaat vanwege de bank.
Het echtpaar Camerlynck was medeoprichter van zorginstelling Dominiek Savio voor mensen met een beperking in Gits.
Hun steun was zeer merkbaar in het verenigingsleven dat zich toespitste op de studie en de publicatie van de lokale en gewestelijke geschiedenis. Voor heel wat verenigingen was hij de toeverlaat bij wie ze het supplement konden bekomen voor wat verder ging dan wat ze met hun gewone middelen konden bereiken. Ook het Brugse Festival Musica Antiqua had in de Bank van Roeselare, onder de impuls van Camerlynck, een aanzienlijke sponsor. Het echtpaar ondersteunde ook instellingen van gezondheidszorg in Rwanda.

## Het talent van Roeselare
Tijdens het erfgoedproject 'Het talent van Roeselare' van de stad Roeselare in 2013 werd het echtpaar Camerlynck-Vanneste verkozen tot 'Hét talent van Roeselare' of 'de grootste Roeselarenaars' aller tijden.